# Mucuna pruriens
Mucuna pruriens är en ärtväxtart som först beskrevs av Carl von Linné, och fick sitt nu gällande namn av Dc. Mucuna pruriens ingår i släktet Mucuna och familjen ärtväxter.

## Underarter
Arten delas in i följande underarter:
- M. p. novo-guineensis
- M. p. hirsuta
- M. p. pruriens
- M. p. thekkadiensis
- M. p. utilis

## Bildgalleri

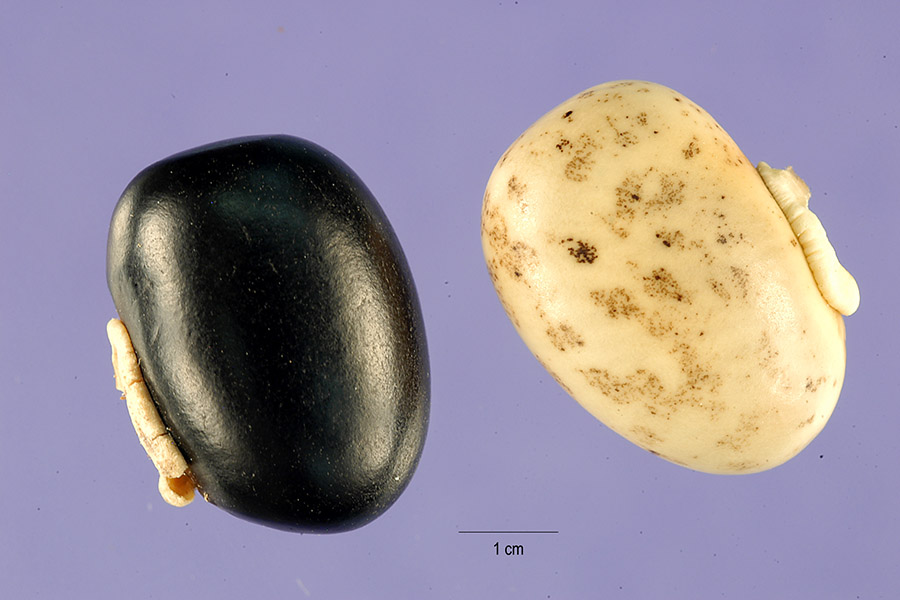
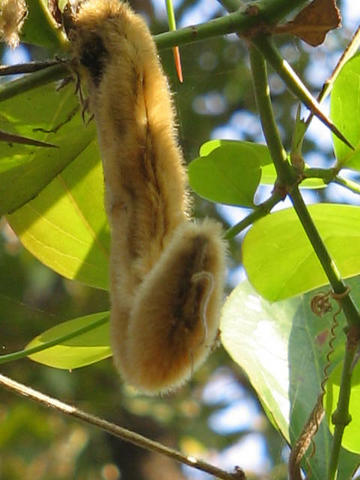
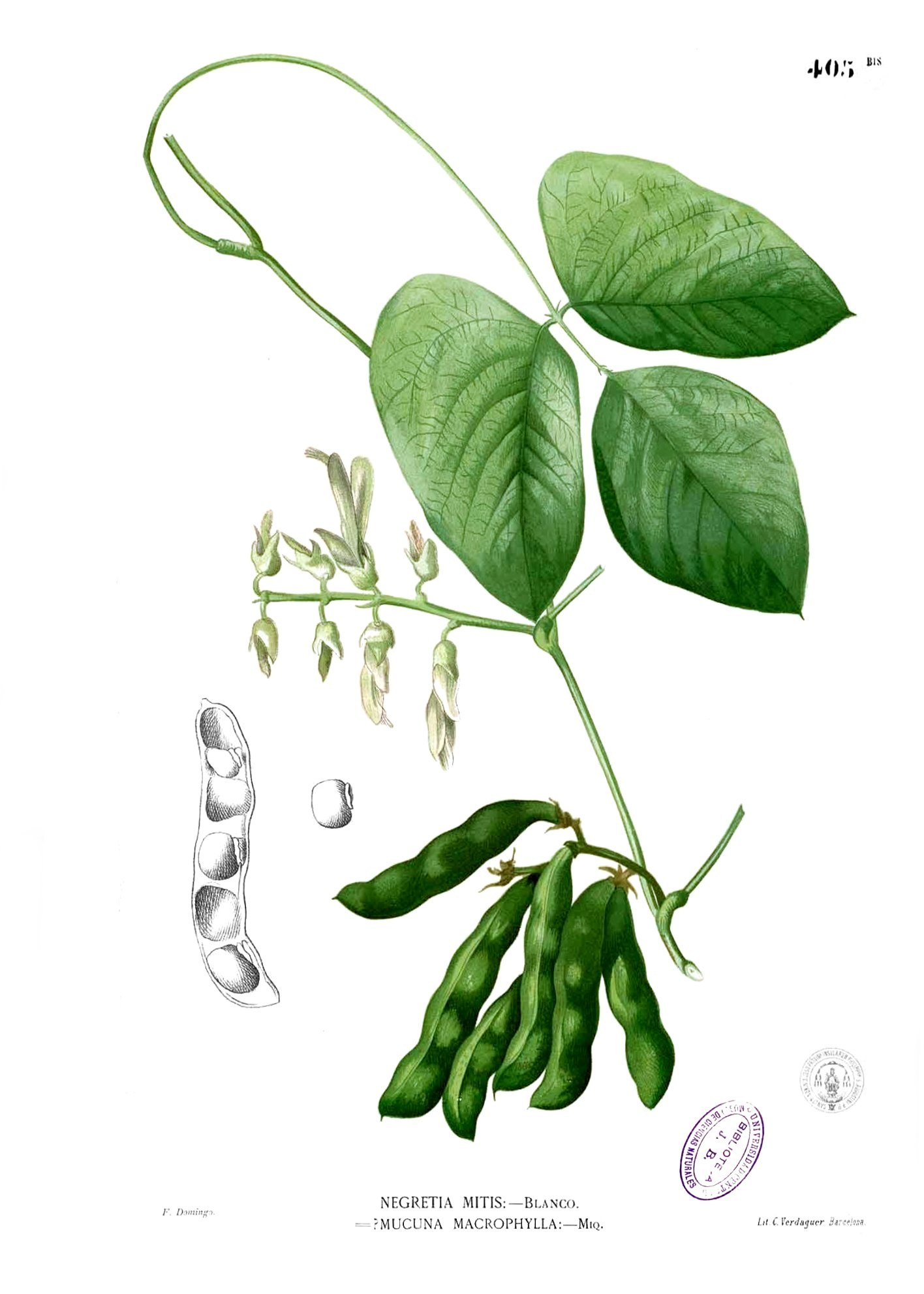
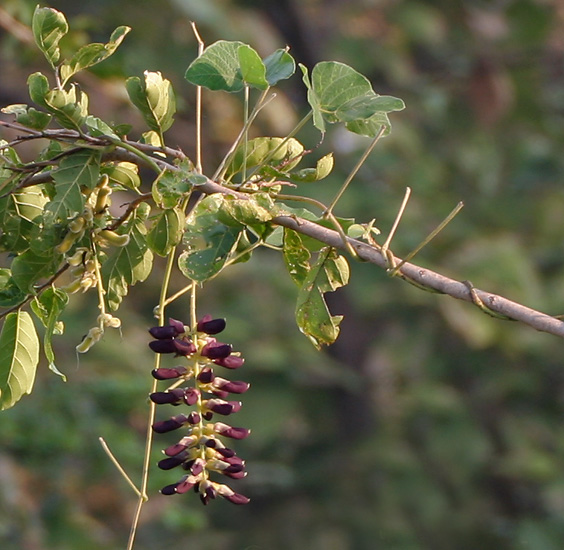
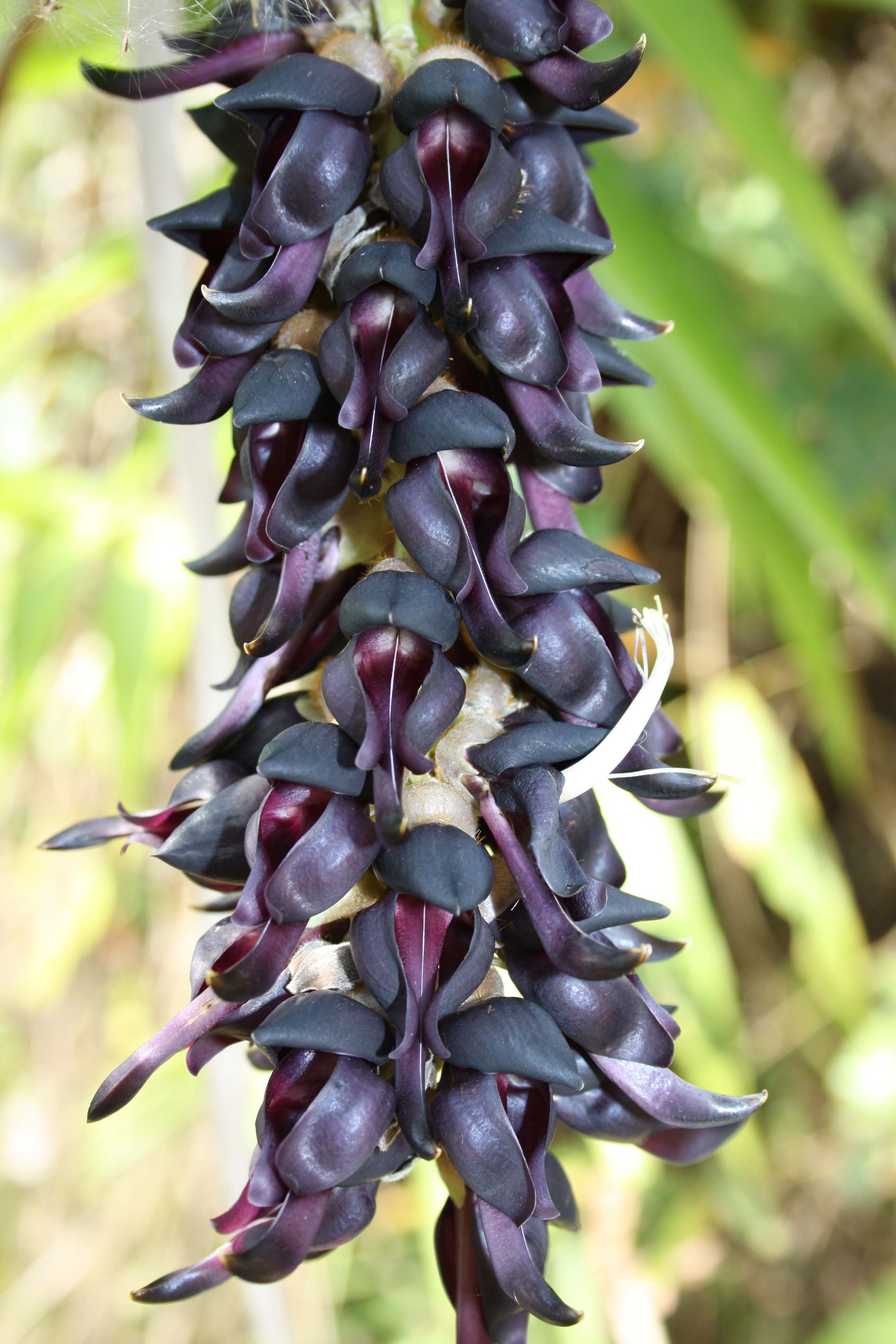
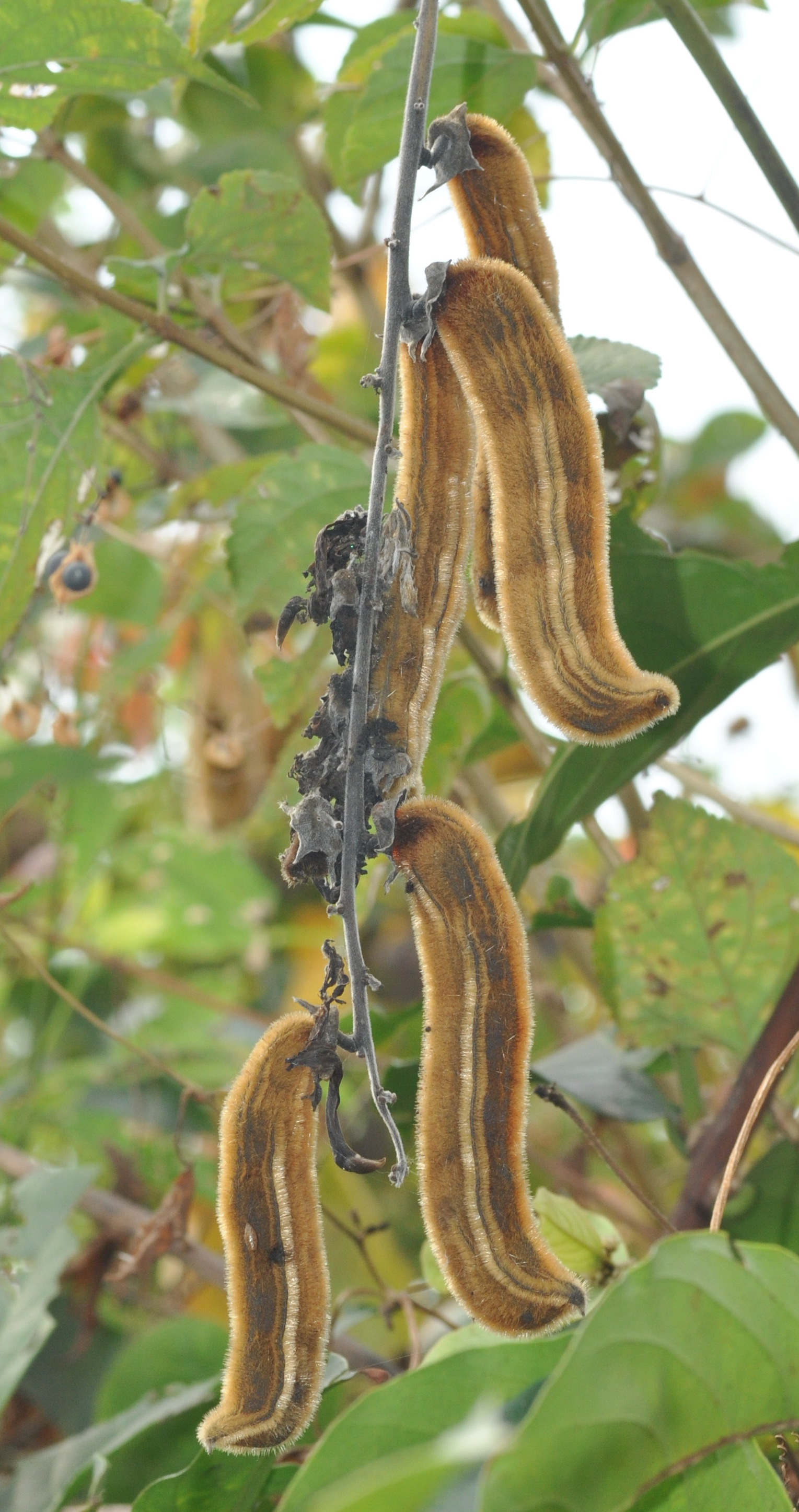
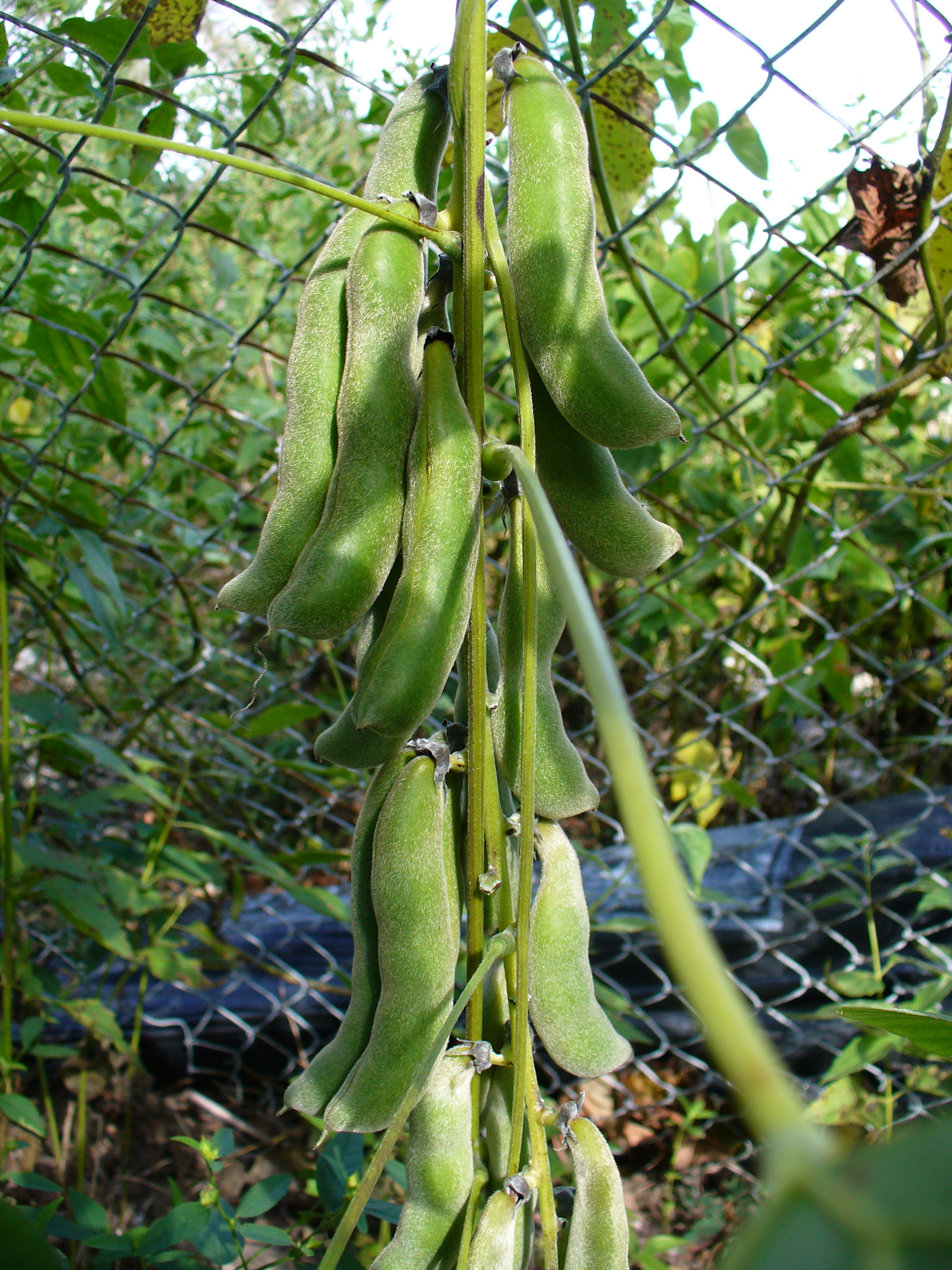